# Juvenal Roriz
Juvenal Roriz CSsR (* 12. Oktober 1920 in Goiás Velho; † 13. Dezember 1994) war ein brasilianischer Ordensgeistlicher und römisch-katholischer Erzbischof von Juiz de Fora.

## Leben
Juvenal Roriz trat der Ordensgemeinschaft der Redemptoristen bei und legte am 2. Februar 1940 die ewige Profess ab. Er empfing am 28. Juli 1946 das Sakrament der Priesterweihe.
Am 27. Oktober 1966 ernannte ihn Papst Paul VI. zum ersten Prälaten von Rubiataba und am 15. August 1967 zum Titularbischof von Lemellefa. Der Apostolische Nuntius in Brasilien, Erzbischof Sebastiano Baggio, spendete ihm am 11. Oktober desselben Jahres die Bischofsweihe; Mitkonsekratoren waren der Erzbischof von Goiânia, Fernando Gomes dos Santos, und der Bischof von Propriá, José Brandão de Castro CSsR.
Am 5. Mai 1978 bestellte ihn Paul VI. zum Erzbischof von Juiz de Fora. Papst Johannes Paul II. nahm am 7. Februar 1990 das von Juvenal Roriz vorgebrachte Rücktrittsgesuch an.